# نیلس وسترمارک
نیلس وسترمارک (سوئدی: Nils Westermark؛ ۹ سپتامبر ۱۸۹۲ – ۲۴ ژانویهٔ ۱۹۸۰) ملوان و پزشک اهل سوئد بود.
او در بازی‌های المپیک تابستانی ۱۹۱۲ شرکت داشت و عضو گروه قایق‌رانی سوئدی «سانس آتوت» بود که مدال نقرهٔ کلاس ۸ متر را کسب کردند.
وی بعدها به سراغ رشتهٔ پزشکی رفت و تخصص رادیولوژی گرفت و نشانه وسترمارک را شرح داد.